# Criteri di Copenaghen
I criteri di Copenaghen sono tre criteri che stabiliscono i parametri che uno Stato candidato all'Unione europea deve rispettare. Pur dando seguito a princìpi già emersi in occasione dei precedenti allargamenti, furono definiti nel corso del Consiglio europeo di Copenaghen tenutosi nel 1993, con in mente, all'epoca, l'idea di regolamentare l'allargamento dell'Unione europea verso i paesi dell'Europa orientale, già appartenenti all'ex blocco socialista.

## Descrizione

### Finalità
Tali criteri, in linea con quanto stabilito dagli articoli 6 e 49 del Trattato di Maastricht (come successivamente rivisto e modificato), e in seguito alla revisione avvenuta nel consiglio europeo tenutosi nel dicembre 1995 a Madrid (che ha previsto che gli Stati candidati debbano adattare la propria struttura amministrativa e giuridica per fare in modo che la legislazione europea possa essere efficacemente adottata nella legislazione nazionale), sono i seguenti:
- criterio «politico»: presenza di istituzioni stabili che garantiscano la democrazia, lo stato di diritto, i diritti dell'uomo, il rispetto delle minoranze e la loro tutela;
- criterio «economico»: esistenza di un'economia di mercato funzionante e capacità di far fronte alle forze del mercato e alla pressione concorrenziale all'interno dell'Unione europea;
- adesione all'«acquis comunitario»: accettare gli obblighi derivanti dall'adesione e, in particolare, gli obiettivi dell'unione politica, economica e monetaria.

Per l'apertura formale dei negoziati di adesione di uno Stato è necessario che perlomeno il criterio politico sia rispettato, mentre gli altri sono oggetto di uno screening che condiziona la tempistica del negoziato.

### Critiche
Quando si è trattato di applicare i criteri di Copenaghen alla richiesta di adesione della Turchia all'Unione europea, è stata denunciata un'ingerenza del Consiglio (o meglio, di una sua parte) che «tradisce lo scopo stesso degli screening secondo i criteri di Copenaghen (oltre a falsificare la competenza esclusiva della Commissione nel riscontrarli): non si ammette che il processo di verifica del benchmark possa dare esito positivo e, quindi, lo si blocca a monte».